# 清田康之
清田 康之（きよた やすゆき、1955年 - 1997年7月23日）は、日本の自治・国土官僚。高知県総務部長、国土庁地方振興局総務課過疎対策室長などを務めた。

## 来歴
北海道出身。富山県立高岡高等学校から東京大学に入学。東大時代はボート部に所属。東大法学部第2類（公法コース）を卒業し、1978年 自治省に入省。
長崎県商工労働部観光課長時代にはハウステンボス誘致などを手がける。国土庁防災局企画課長補佐。1993年4月から高知県保健環境部長となり、その後は高知県総務部長。県の闇融資事件を苦労してキャッチしたが、それが県職員出身の山本卓副知事（後に背任で逮捕）らからの強い反発を招いた。
1997年4月から国土庁地方振興局総務課過疎対策室長。同年7月23日に東京駅のホームから飛び降り、山手線と接触し、死亡。死亡する前には『過疎白書』を巡って鈴木宗男が清田を叱責しており、清田は妻に「北海道の大物代議士が怒っているから、謝りにいかなくちゃならない」「あの人に睨まれると大変なことになる。役人人生が終わる」といったことを話していたという。